# 埃弗塞·格里戈里耶维奇·利别尔曼

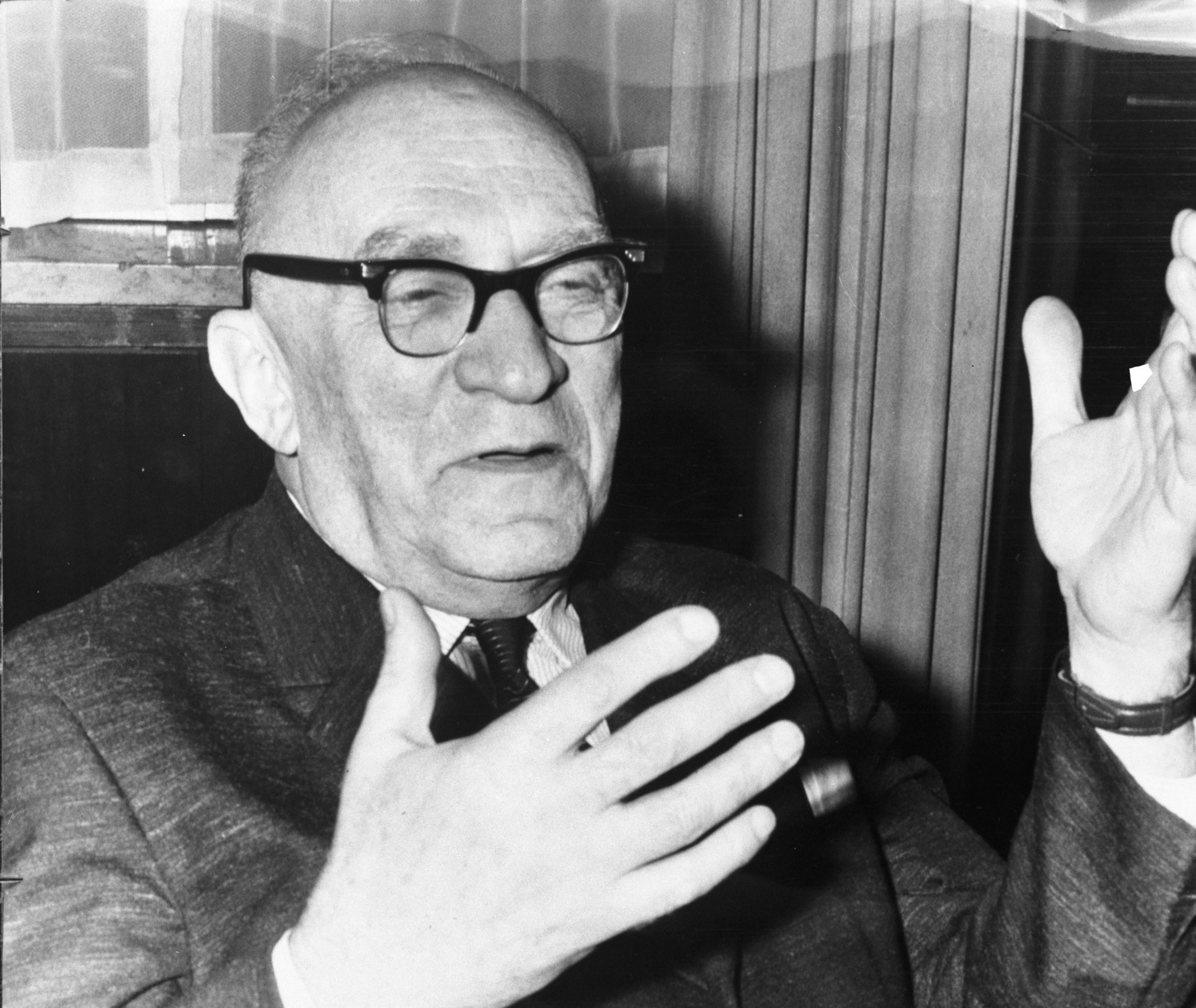
1967年的利别尔曼

埃弗塞·格里戈里耶维奇·利别尔曼（俄语：Евсей Григорьевич Либерман，1897年12月2日—1981年11月11日）苏联经济学家。

## 生平
生于乌克兰斯拉武塔。1920年毕业于哈尔科夫工程经济学院后，从事研究与教学工作。曾在乌克兰基辅居住。1957年获经济学博士学位。曾任哈尔科夫大学教授，哈尔科夫国民经济委员会经济研究室负责人。1962年9月9日，利别尔曼在苏联《真理报》上发表《计划·利润·奖金》，对苏联的经济改革提出建议。核心是利润刺激，主张扩大企业权限，认为利润应当成为衡量企业效率的最后的总尺度，实行在一定原则范围内的物质刺激等。使国家和企业之间的关系建立在利润分配之上，鼓励企业接受计划，挖掘生产潜力。该建议涉及到了苏联经济管理体制的弊端，为1965年苏联经济改革奠定基础。这些主张在苏联被称为“利别尔曼建议”，曾引起苏联广泛地讨论，也为赫鲁晓夫推行“计划工作与经济刺激新体制”提供了理论根据。赫鲁晓夫下台后，他的理论受到冷落。其著作还有《提高社会主义企业赢利的方法》《工业中经的济核算和对工人的物质刺激》《再论计划、利润和奖金》等。 